# Casola in Lunigiana
Casola in Lunigiana là một đô thị ở tỉnh Massa-Carrara trong vùng Toscana, tọa lạc khoảng 100 km về phía tây bắc của Florence và khoảng 20 km về phía bắc của Massa. Tại thời điểm ngày 31 tháng 12 năm 2004, đô thị này có dân số 1.207 người và diện tích là 42,4 km².
Đô thị Casola in Lunigiana có các frazioni (các đơn vị cấp dưới, chủ yếu là các làng) Argigliano, Casciana, Castello di Regnano, Castiglioncello, Codiponte, Equi Terme, Luscignano, Regnano, Reusa Padula, Ugliancaldo, Vedriano, Vigneta, và Vimaiola Montefiore.
Casola in Lunigiana giáp các đô thị sau: Fivizzano, Giuncugnano, Minucciano.